# Pogesanis
Els pogesanis van ser una de les onze tribus que habitaven a la regió de Prússia esmentades per Peter von Dusburg. El seu territori era anomenat Pogesània (en lituà: Pagudė; en alemany: Pogesanien; en llati Pogesania; en polonès: Pogezania), que era una petita franja entre el riu Elbląg i el Pasłęka, i que correspon a l'actual Voivodat de Vàrmia i Masúria, al nord de Polònia. Els pogesanis, com les altres tribus prussianes, foren conquerits pels cavallers de l'Orde Teutònic i amb el temps foren germanitzats o polonitzats, mesclats entre els colons que s'instal·laren a les seves terres. El seu idioma també s'extingí vers el segle xvii.

## Història
Els pogesanis eren d'ètnia eslava i s'establiren en la regió sud del Bàltic en època desconeguda. El cronista medieval Peter von Dusburg els esmentà com a part dels prussians.
Quan el 1237 l'Orde Teutònic rebé la butlla papal que els conferia el dret de conquesta per cristianitzar Prússia, envaïren el seu territori des del mar. La principal vila de Pogesània fou Elbing (actualment Elbląg), situada a la vora del riu Ilfing (actualment anomenat riu Elbląg), que fou fundada per pogesans vinguts de Luebeck, els quals establiren relacions comercials amb altres ciutats de la Lliga Hanseàtica. L'arribada de l'Orde Teutònic marcà l'inici de la croada contra ells i un cop aconseguit efectuaren l'administració del territori. Els pogesanis destruïren la seva ciutat, però els cavallers teutons la reconstruïren i esdevingué una de les fortaleses teutones, la qual creixé com a ciutat portuària comercial alhora que funcionà com a base per les conquestes teutones posteriors. Els pogesanis participaren en el primer alçament prussià (1242–1249), però no signaren el Tractat de Christburg i continuaren amb la lluita contra el domini teutó fins al 1251 o potser el 1252, quan s'hagueren de rendir a l'arribada de noves tropes de reforç teutones.
Durant la gran revolta prussiana (1260–1274), els pogesanis escolliren Auktume com a líder i s'uniren a la lluita. Van poder capturar alguns castells teutons poc importants, però no la fortalesa d'Elbing. La principal batalla fou el 1271 quan, comandats per Linka, s'uniren a una altra tribu prussiana, els bartis, comandats per Diwanus, per fer una incursió conjunta per Cúlmerland. En la batalla de Paganstin mataren dotze cavallers teutons i 500 soldats. Els prussians assaltaren Christburg (l'actual Dzierzgoń) i gairebé aconseguiren capturar la fortalesa, però aviat es presentà la cavalleria procedent d'Elbing i hagueren de fugir. Els pogesanis van ser la darrera tribu en abandonar la revolta. Efectuaren un atac sorpresa a Elbing i muntaren una emboscada a la seva guarnició mentre estaven patrullant. El 1274 els teutons van fer una expedició de revenja per aquest fet i capturaren la fortalesa de Heilsberg (Lidzbark Warmiński), que era el quarter general dels rebels.
Temps més tard, els pogesanis tornaren a alçar-se en armes. El 1276 va córrer la notícia que Skalmantas, el cap dels sudovis, havia reeixit en el seu atac als teutons amb el suport dels lituans, i això engrescà els prussians, entre els quals estaven els pogesanis, a muntar un exèrcit que aplegà 4.000 guerrers i anaren a Cúlmerland. La revolta fou sufocada i els supervivents pogesanis emigraren cap al Gran Ducat de Lituània. El darrer intent per alliberar-se dels invasors fou el 1286 quan, aliats als bartis, conspiraren per invitar el duc de Rügen, net de Swietopelk II de Pomerània a implicar-se a favor de la seva causa. Molts dels nadius acabaren convertits en serfs, mentre que el seu territori fou repoblat per colons alemanys. Amb el pas dels segles els colons sobrepassaren en nombre als prussians, els quals acabaren perdent la pròpia cultura.

## El nom
Segons Georg Gerullis, el nom d'aquesta tribu deriva d'un terme en prussià antic Pagudian, que està compost per pa («proper») i gudde («matoll»). El nom en llatí, deriva del terme polonès pogedzańe. Segons les llegendes de la mitologia prussiana, el nom de cadascun dels deu territoris originals de Prússia derivava dels fills del rei Widewutis; però només se'n coneix el nom d'uns pocs fills d'aquest rei. Segons l'etimologia popular, el fill que donà nom a aquesta tribu seria Hoggo i el nom del país Hockerland o Hoggerland i la paraula Pogesania derivaria de la filla d'aquest rei, Pogesana. L'altra filla de Hoggo seria, Cadina, que donà el nom a la ciutat de Cadinen (l'actual Kadyny).